# Eden Isle
Eden Isle est une census-designated place de la paroisse de Saint-Tammany, en Louisiane, aux États-Unis. 